# Alcis rimosaria
Alcis rimosaria là một loài bướm đêm trong họ Geometridae.